# Solre
La Solre è un fiume francese che scorre nel Dipartimento del Nord, nella regione dell'Alta Francia, ed è affluente alla riva destra della Sambre. La sua lunghezza è di 23 km.

## Geografia
La Solre nasce in località « l'Épine », nel territorio del comune di Solre-le-Château, ch'essa attraversa. Dalla sorgente essa adotta grosso modo la direzione nordovest. Alla fine del percorso, la sua direzione piega verso nord, poi verso nord-nord-est. Essa si getta poco dopo nella Sambre a Rousies, nell'agglomerato di Maubeuge. La sua pendenza media è di 4,5 ‰.

## Comuni attraversati
La Solre attraversa o cinge i seguenti comuni (tutti situati sul territorio del dipartimento del Nord):
- Solre-le-Château
- Lez-Fontaine
- Dimechaux
- Solrinnes
- Choisies
- Obrechies
- Damousies
- Ferrière-la-Petite
- Ferrière-la-Grande
- Rousies

## Immagini

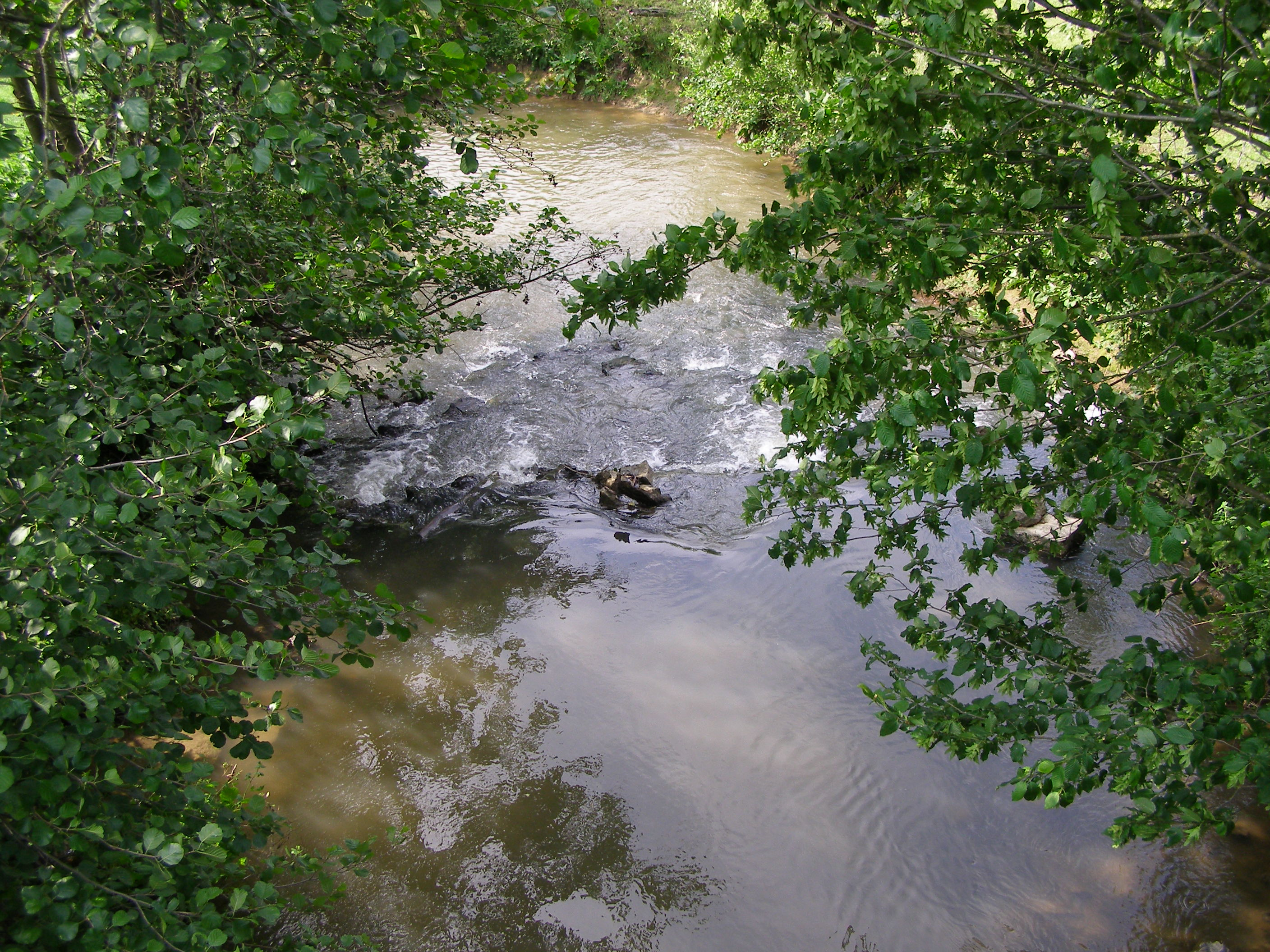
lL Solre a Ferrière la Petite
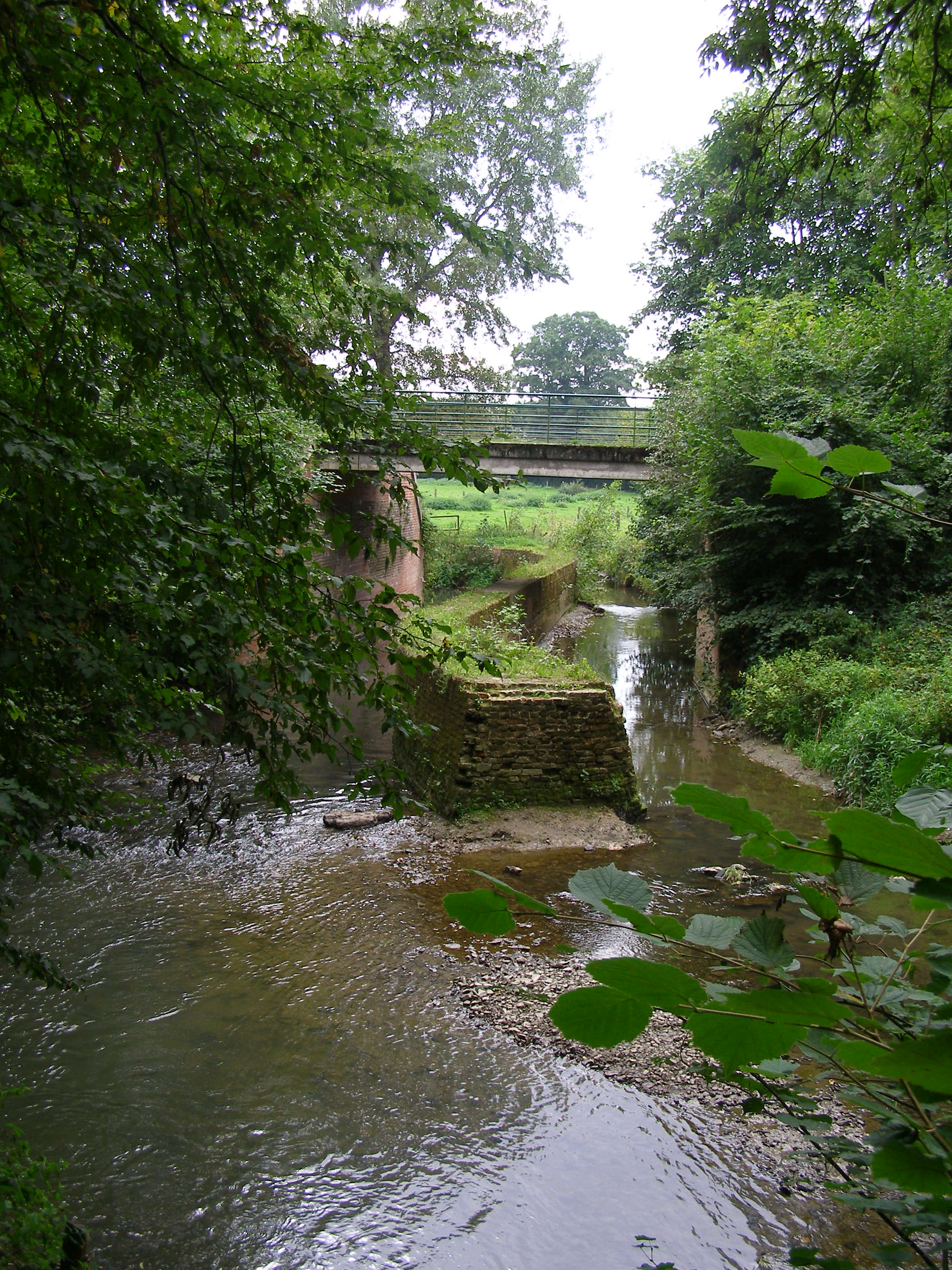
La Solre a Ferrière la Grande
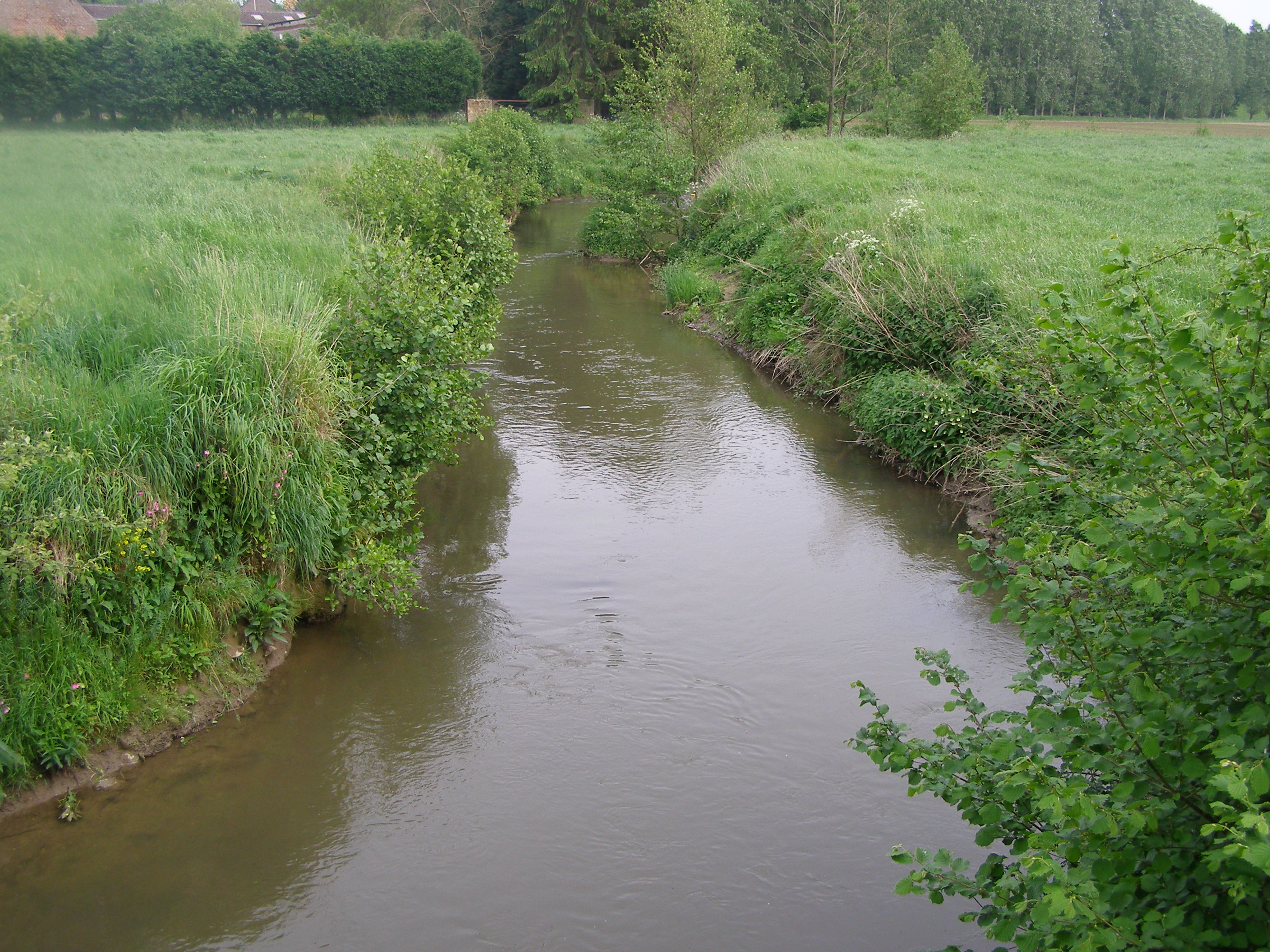
La Solre a Obrechies
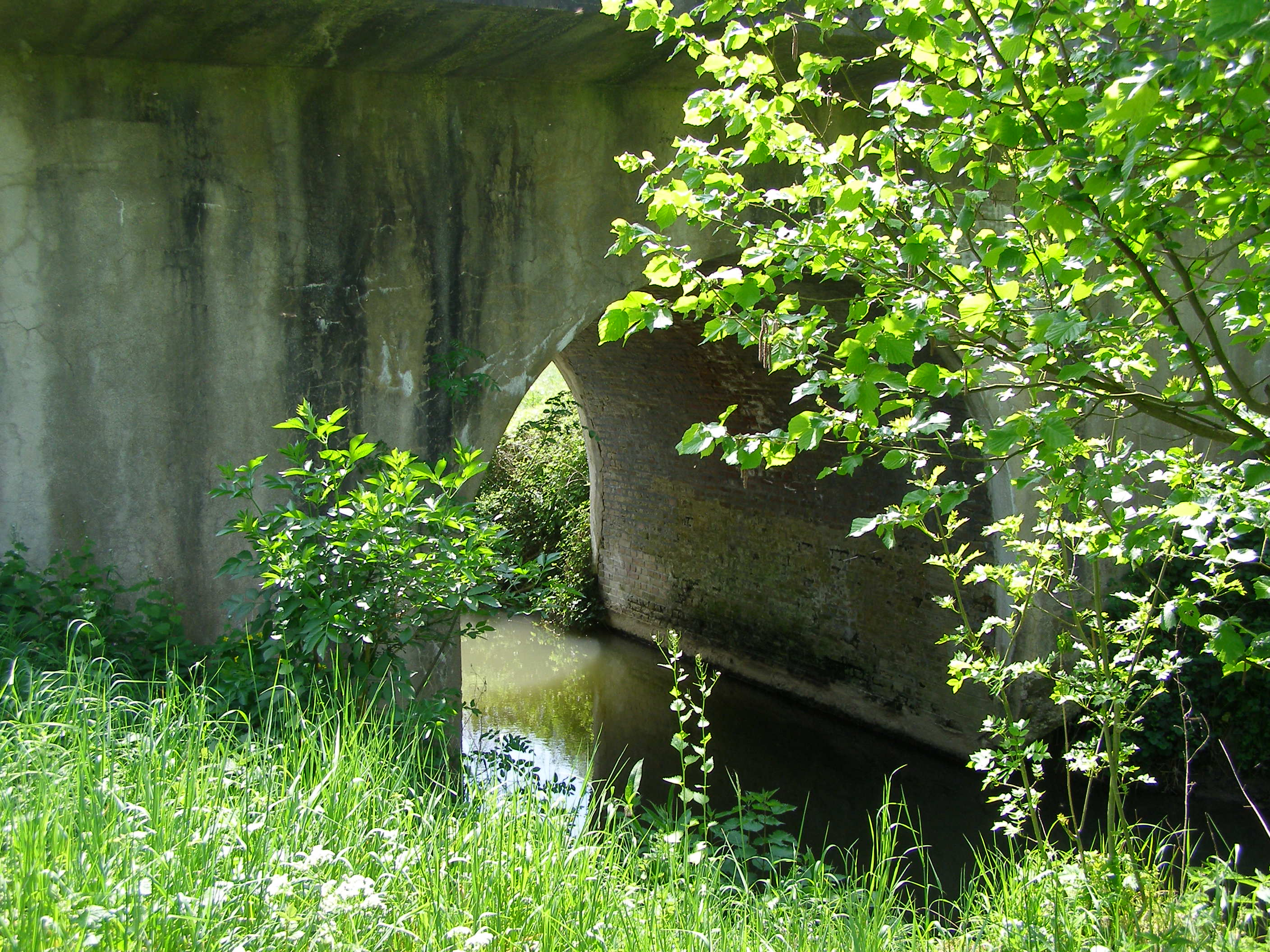
La Solre a Solrinnes (2)